# Tartu stad
Tartu stad (estniska: Tartu linn) är en kommun (stadskommun) i landskapet Tartumaa i sydöstra Estland. Kommunen ligger cirka 160 kilometer sydöst om huvudstaden Tallinn. Staden Tartu utgör kommunens centralort.
Den 1 november 2017 uppgick Tähtvere kommun i stadskommunen, som innan dess enbart omfattat själva staden Tartu.

## Orter
I Tartu stadskommun finns en stad, två småköpingar samt tio byar.

### Städer
- Tartu (centralort)

### Småköpingar
- Ilmatsalu
- Märja

### Byar
- Haage
- Ilmatsalu
- Kandiküla
- Kardla
- Pihva
- Rahinge
- Rõhu
- Tähtvere
- Tüki
- Vorbuse

## Politik

### Borgmästare
- 35. Ants Veetõusme, Fristående kungarikespartiet, 1991–1993
- 36. Väino Kull, Estniska reformpartiet, 1993–1996
- 37. Tõnis Lukas, Isamaaliit, 1996–1997
- 38. Roman Mugur, 1997–1998
- 39. Andrus Ansip, Estniska reformpartiet, 1998–2004
- 40. Laine Randjärv, Estniska reformpartiet, 2004–2007
- 41. Urmas Kruuse, Estniska reformpartiet, 2007–2014
- 42. Urmas Klaas, Estniska reformpartiet, 2014–

Denna lista hämtas från Wikidata. Informationen kan ändras där.